# ام‌پی لافر
ام‌پی لافر (MP Lafer) خودرویی است که در سال‌های ۱۹۷۴ تا ۱۹۹۰تولید شده‌است.
طراحی آن خودروهای موتور جلو-محور عقب بوده طول آن در حالت طبیعی ۳٬۹۱۰ میلیمتر (۱۵۳٫۹ اینچ) و عرض آن در حالت طبیعی ۱٬۵۷۰ میلیمتر (۶۱٫۸ اینچ) و ارتفاع آن در حالت طبیعی ۱٬۳۵۰ میلیمتر (۵۳٫۱ اینچ) است. سیستم جعبه‌دندهٔ آن ۴ دنده به صورت دستی است.